# Arasan
Arasan är en ort i Kazakstan.   Den ligger i oblystet Almaty, i den östra delen av landet, 900 km sydost om huvudstaden Astana. Arasan ligger 988 meter över havet och antalet invånare är 1 758.
Terrängen runt Arasan är kuperad västerut, men österut är den platt. Runt Arasan är det mycket glesbefolkat, med 4 invånare per kvadratkilometer. Närmaste större samhälle är Dzhansugirov, 16,8 km nordost om Arasan. Trakten runt Arasan består i huvudsak av gräsmarker.